# Järnforsen
Järnforsen is een plaats in de gemeente Hultsfred in het landschap Småland en de provincie Kalmar län in Zweden. De plaats heeft 539 inwoners (2005) en een oppervlakte van 133 hectare.

## Verkeer en vervoer
Bij de plaats loopt de Riksväg 47.
De plaats ligt aan een spoorlijn.